# حارة كلية الشرطة (صنعاء)
حارة كلية الشرطة هي إحدى حارات حي كلية الشرطة بمديرية الوحدة إحد مديريات العاصمة اليمنية صنعاء، بلغ تعداد سكانها 76 نسمة حسب تعداد اليمن لعام 2004.